# Germain Chardin
Germain Chardin (Verdun, 15 maggio 1983) è un canottiere francese.

## Biografia
È cugino del canottiere Benjamin Rondeau.
Ha rappresentato la Francia a tre edizioni consecutive dei Giochi olimpici estivi: a Pechino 2008 ha vinto la medaglia di bronzo nel 4 senza; a Londra 2012 ha ottenuto l'argento nel 2 senza; mentre a Rio de Janeiro 2016 si è classificato 5º nel 2 senza,

## Palmarès
- Olimpiadi

Pechino 2008: bronzo nel 4 senza.
Londra 2012: argento nel 2 senza.
- Mondiali

Cambridge 2010: oro nel 4 senza.
Chungju 2013: argento nel 2 senza.
- Europei

Brest 2009: bronzo nell'8 con.